# Bergzebra
De bergzebra (Equus zebra) is een zeldzame zebra uit het zuiden en zuidwesten van Afrika. Vroeger kwam deze soort voor in het hele gebied van Angola tot Kaap de Goede Hoop, maar tegenwoordig is zijn verspreidingsgebied versnipperd geraakt. De wetenschappelijke naam van de soort werd in 1758 gepubliceerd door Carl Linnaeus.
Er worden twee ondersoorten onderscheiden, die door enkele auteurs als aparte soorten worden beschouwd. De Kaapse bergzebra (Equus zebra zebra) komt voor bij de Kaap en Karoo. Hartmanns bergzebra (E. zebra hartmannae) komt voor in Zuid-Angola en Namibië, zuidwaarts tot de Oranjerivier. De Kaapse bergzebra is een stuk kleiner dan Hartmanns bergzebra, en heeft bredere strepen.

## Beschrijving
De bergzebra heeft dikke verticale zwarte en witte strepen op de hals en lichaam. Over het achterdeel lopen drie of vier dikke horizontale strepen. Over het staartstuk en de bovenste gedeelte van de staart lopen kleine, zwarte strepen. De rest van de staart is wit. Over het gezicht lopen zwarte strepen, die op de rug van de neus en rond de mond overgaan in een oranjebruine kleur. De neus en lippen zijn donkerbruin tot zwart. De oren zijn lang en breed, met zwarte en witte vlekken op de achterzijde. De strepen op de manen lopen over in de nek. De buik en staart zijn wit. De bergzebra heeft een halskwab.
Hij wordt 220 tot 260 centimeter lang, met een 40 tot 55 centimeter lange staart. De schofthoogte is 115 tot 150 centimeter. Mannetjes zijn zwaarder dan vrouwtjes: vrouwtjes wegen 230 tot 320 kilogram, mannetjes 250 tot 386 kilogram.

## Verspreiding en leefgebied
De bergzebra kwam vroeger voor in de droge berggebieden van Angola tot de Kaap en Karoo, in struikgebieden en hooglanden tot 2000 meter hoogte. Het is een goede klimmer. In de zomer was het hier overdag zeer droog, maar door dauw en mist in de nacht bleef er genoeg vocht achter om er te kunnen leven. Ze trokken soms tot wel 120 kilometer naar de zomer- en wintergebieden, langs traditionele paden.

## Gedrag
De bergzebra is een grazer. Af en toe eet hij ook bladeren, bast en twijgen van Acacia's. Tijdens hete zomers rusten ze op het heetst van de dag.
Ze leven in kleine stabiele harems van één hengst, bestaande uit enkele merries en hun veulens. Meestal bestaat zo'n groepje uit gemiddeld vijf, maximaal twaalf dieren. Door de barre omstandigheden blijven de groepjes klein: voedsel is zeldzaam, en ze zijn een gewilde prooi voor roofdieren. Tijdens de trek kunnen enkele groepjes zich tijdelijk samenvoegen tot één grote kudde. Zo'n kudde bestaat echter zelden uit meer dan dertig dieren. Vrijgezelle hengsten vormen kleine vrijgezellengroepjes. Soms voegen jonge merries zich bij deze groepen. De bergzebra vormt zelden groepen met andere hoefdieren.
Het dikke strepenpatroon, dat per individu verschilt, is duidelijk te zien vanaf een grote afstand. Waarschijnlijk herkennen dieren individuen aan het strepenpatroon. De dieren houden sociaal contact door met de kin op het gestreepte deel van het staartvlak te drukken. Meestal wordt dit door mannetjes gedaan.
Na een draagtijd van een jaar komt één veulen ter wereld. Als een veulen wil drinken, blokkeert hij het pad van de moeder, en leunt hij tegen haar borstkas. Meestal verlaten de veulens de kudde vóór hun tweede jaar.
Bergzebra's kunnen minstens 25 jaar oud worden.

## Bedreiging
De Kaapse bergzebra is buiten de nationale parken uitgestorven. Aan het begin van de twintigste eeuw waren er nog slechts enkele tientallen. Speciaal voor deze soort werd in 1937 het Mountain Zebra Nationaal Park opgericht. Daar leven nu zo'n 350 bergzebra's. Met de Hartmanns bergzebra gaat het beter, al gaat ook hun aantal achteruit, vooral doordat hun leefgebied wordt omgevormd in landbouwgrond.